# Neuston

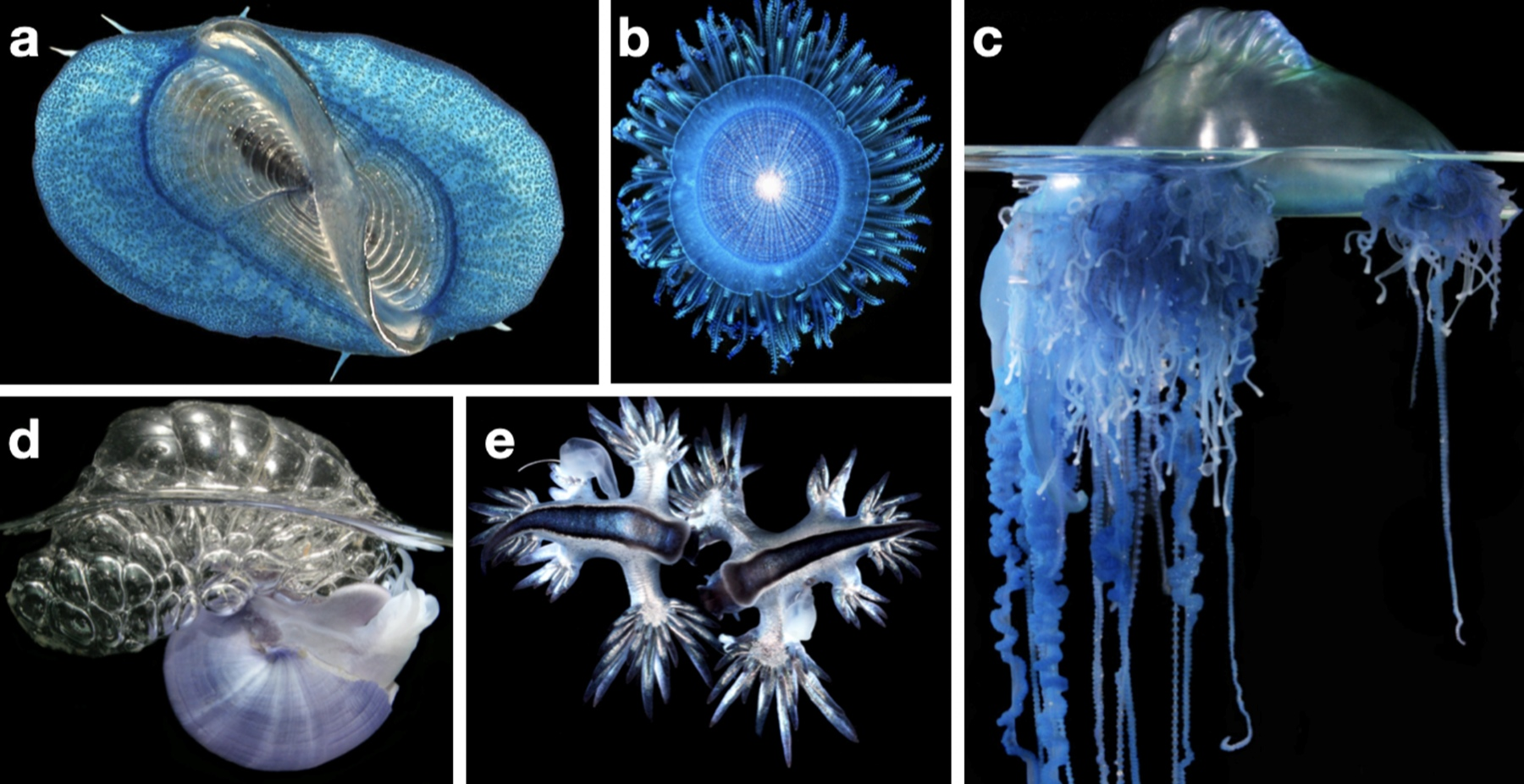
Organismos del Neuston a= Velella sp.

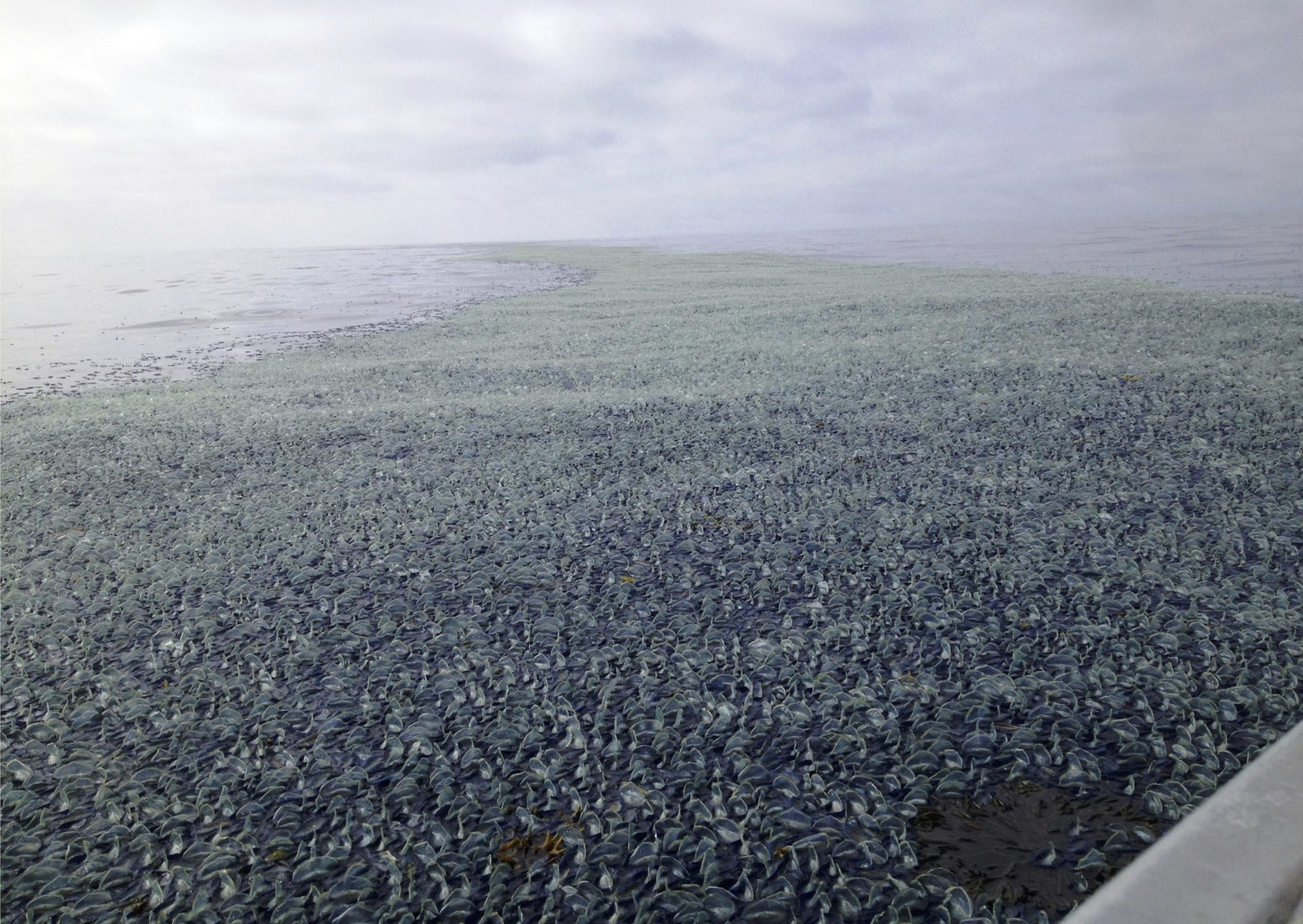
Velella sp. en el Giro del Atlántico Norte.

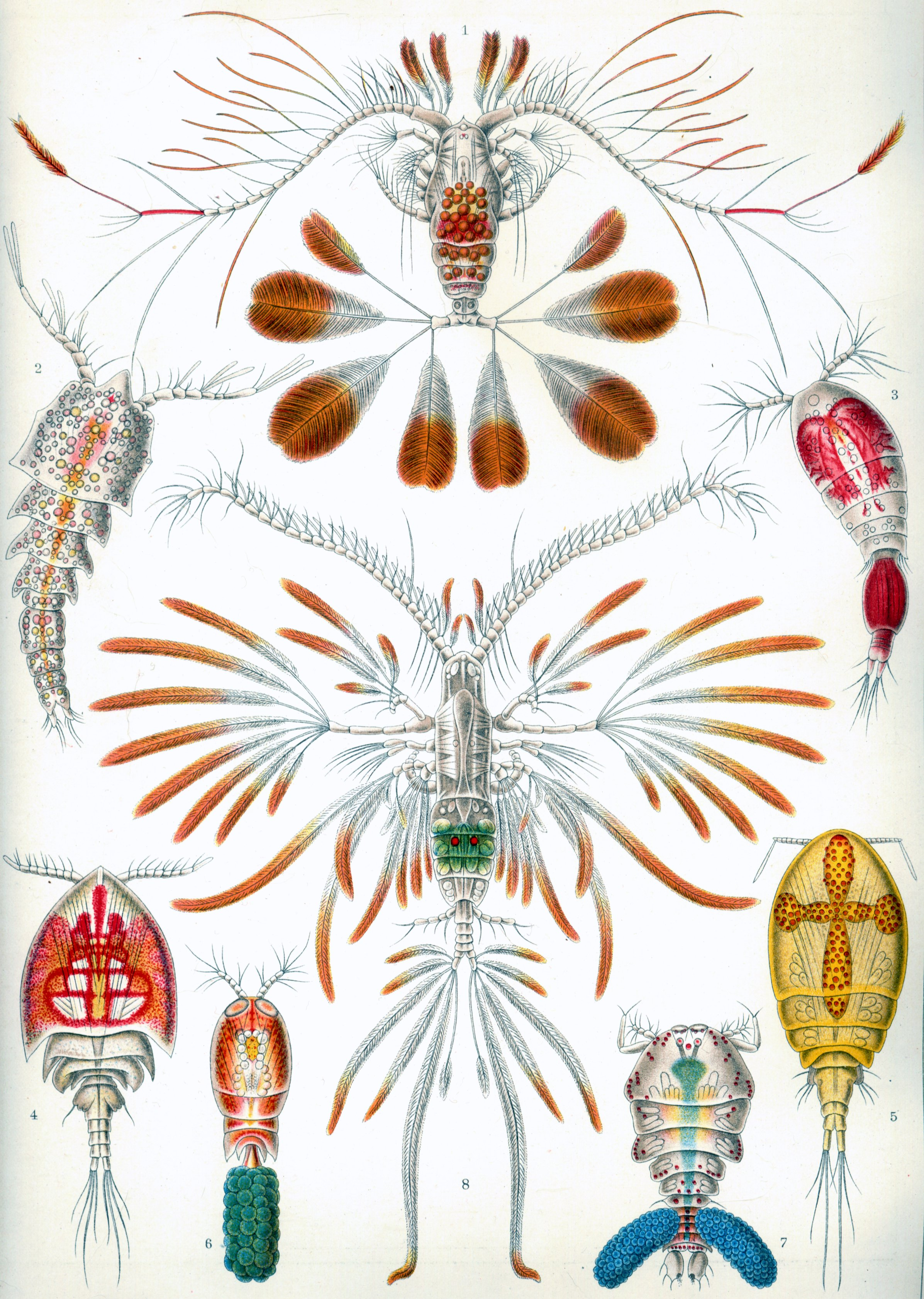
Los copépodos son uno de los microorganismos neustónicos más abundantes.

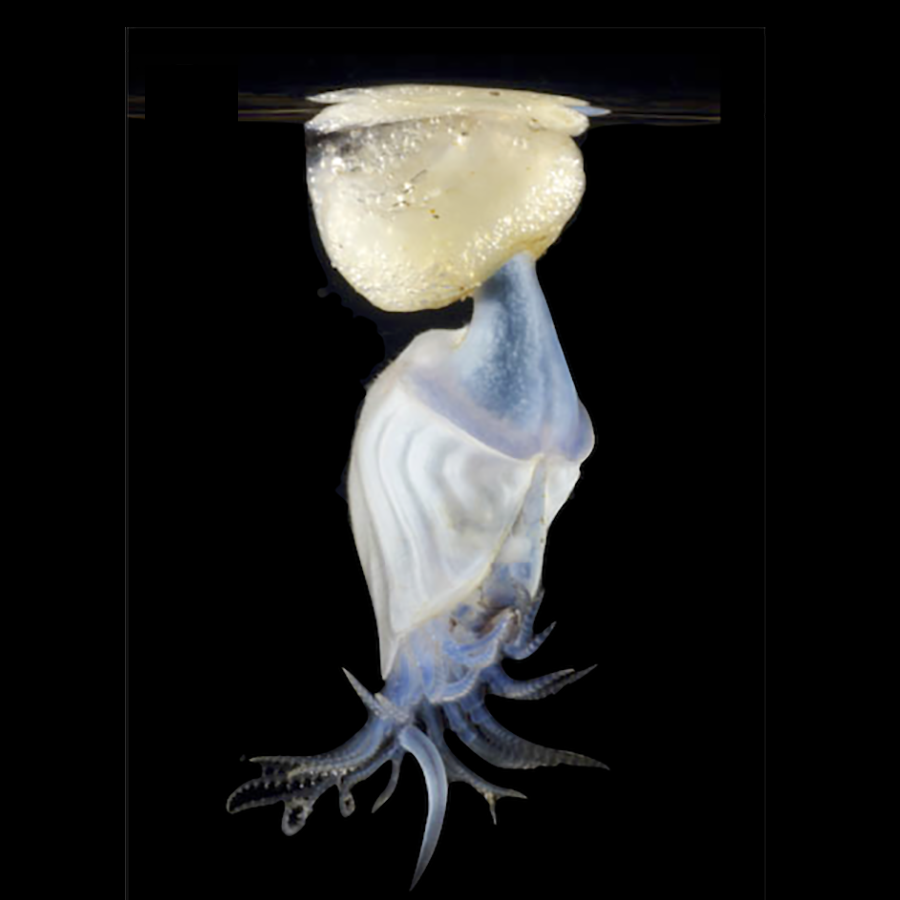
Dosima fascicularis organismos del neuston.

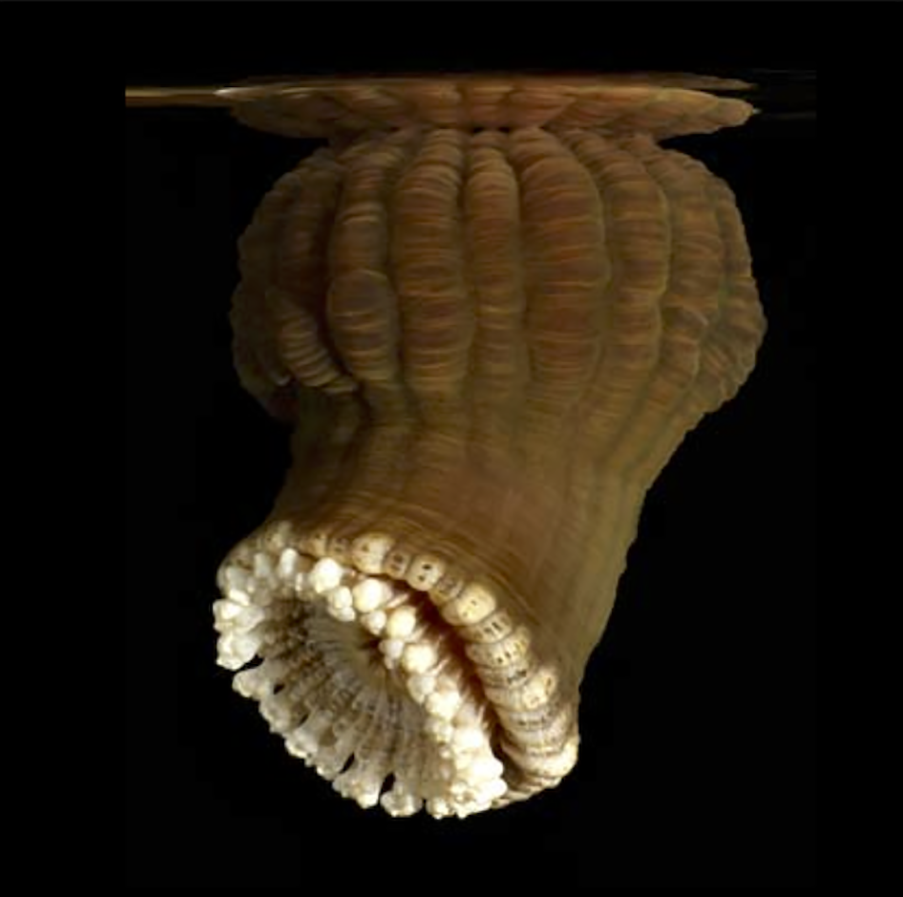
Actinecta sp. anemona flotante del neuston.

El neuston es el conjunto de organismos (comunidad) que componen el pleuston y que, por tanto, se encuentran en la capa superficial que separa el agua de la atmósfera. Se denomina epineuston a los organismos que viven en la fase aérea (sobre la película de agua), e hiponeuston a los de la fase acuosa (por debajo).
A partir de los años 1960 comenzó a estudiarse esta capa y el medio que lo compone. En ocasiones se forman unas finas películas azuladas formadas por fitoplancton y bacterias con una actividad muy elevada, cuya duración no excede de unas pocas horas. Estas formaciones esporádicas se denominan slicks y pueden degradar el petróleo crudo en aguas contaminadas.
Entre los organismos más comunes que componen el medio neustónico se encuentran las bacterias, los copépodos y las algas diatomeas, crisoficeas y xantoficeas. Entre los depredadores destaca el zooplancton.
Los organismos que viven libres en la superficie, incluyen organismos como el alga Sargassum que conforma el Mar de los Sargazos, percebes flotantes, caracoles, nudibranquios y cnidarios. Muchas especies de peces dependen del neuston. Las especies en la superficie no se distribuyen uniformemente en el océano. La superficie oceánica alberga comunidades neustónicas y ecorregiones únicas que se encuentran solo en ciertas latitud es y solo en cuencas oceánicas específicas.
La vida flotante (o neuston obligado) es un componente central de la red alimentaria de la superficie del océano. Sin embargo, se conoce una región de alta abundancia de neustónicos, el Mar de los Sargazos en el giro subtropical del Atlántico Norte, donde la vida flotante proporciona una estructura de hábitat y servicios ecosistémicos.

## Ecorregiones del neuston
Las ecorregiones neustónicas son ubicaciones que poseen una combinación única de condiciones bióticas y abióticas y que albergan una comunidad particular de organismos.

### Ecorregiones naturales
Hace más de 50 años, el científico A.I. Savilov caracterizó 7 eco-regiones neustónicas en el Océano Pacífico.

La superficie del océano se ve fuertemente afectada por el cambio antropogénico, y es probable que el ecosistema de la superficie ya sea dramáticamente diferente al de hace unos cientos de años.

### Ecorregiones antropogénicas
La superficie oceánica está en la primera línea de los impactos humanos, desde el cambio climático hasta la contaminación, el derrame de petróleo y el plástico.

El área de la Gran mancha de basura en el Pacífico Norte (NPGP), acumula desechos antropogénicos flotantes, giros con corrientes superficiales convergentes que también concentra vida flotante.

Las densidades de vida flotante dentro de la NPGP, son más altas en su centro que en su periferia. Se encontró una relación positiva entre la abundancia de neuston y la abundancia de plástico para 3 de los 5 taxones del neuston.